# La Pierre blanche (série télévisée)
Pour le roman dont est adaptée la série, voir Exploits pour une pierre blanche.
Pour les articles homonymes, voir La Pierre blanche.
La Pierre blanche (Den vita stenen) est une série télévisée suédoise en treize épisodes de 30 minutes, créée par Gunnel Linde d'après son roman Exploits pour une pierre blanche (Den vita stenen, 1964), réalisée par Göran Graffman, et diffusée entre le 6 octobre et le 29 décembre 1973 sur Sveriges Television.
Au Québec, la série a été diffusée à partir du 4 décembre 1976 à la Télévision de Radio-Canada, et en France à partir du 5 janvier 1977 sur TF1 dans l'émission Les Visiteurs du mercredi.

## Synopsis
L'amitié entre deux jeunes enfants âgés d'une dizaine d'années, Jean-Paul et Florence, issus de deux milieux sociaux différents. Mais un jour, Jean-Paul dérobe à Florence la pierre blanche qu'elle possède. C'est le début de nombreux défis mutuels où celui qui réussit le défi garde la pierre jusqu'au pari suivant. Par exemple : dessiner des yeux à l'horloge du clocher ; rester muet pendant une journée ; voler l'éléphant du cirque. Leur amitié est également mise à l'épreuve par la famille de Florence qui désapprouve la relation entre les deux enfants...

## Fiche technique
- Titre français : La Pierre blanche
- Titre original : Den vita stenen
- Réalisation : Göran Graffman
- Scénariste : Gunnel Linde
- Musique : Bengt Hallberg
- Production : Ingemar Leijonborg
- Société de production : Sveriges Radio
- Pays d'origine : Suède
- Langue : Suédois
- Format : Couleur
- Nombre de saisons : 1
- Nombre d'épisodes : 13
- Durée : 30 minutes

## Distribution
- Julia Hede (sv) : Florence (Fia en VO)
- Ulf Hasseltorp (sv) : Jean-Paul (Hampus en VO)
- Monica Nordquist (sv) : Mme Pettersson, mère de Florence
- Betty Tuvén (sv) : Martine (Malin en VO)
- Håkan Serner : le cordonnier, oncle de Jean-Paul
- Maj-Britt Lindholm (sv) : la femme du cordonnier
- Ulf Johansson : le maire